# Asbjørn Sennels
Asbjørn Sennels (Brabrand, 17 de enero de 1979-9 de julio de 2023) fue un futbolista danés que jugó en la posición de lateral izquierdo.

## Carrera en el club
Nacido en Brabrand, municipio de Aarhus, Dinamarca, Sennels comenzó su carrera futbolística jugando para los clubes de ligas inferiores locales Brabrand IF y Skovbakken. [1] "De niño, era demasiado pequeño y demasiado lento. No siempre fui lo suficientemente bueno para el primer equipo, pero creo que la adversidad me ha beneficiado a largo plazo", dijo en una entrevista con Jyllands-Posten en 2003. [1]
Hizo su gran avance con el club Viborg de la Superliga danesa en la temporada 1999-2000 de la Superliga, haciendo su debut profesional el 21 de mayo de 2000 como titular en una convincente victoria por 7-2 contra AaB. [2] [3] Jugó 108 partidos de liga con el Viborg durante sus cinco años en el club. [4]
En febrero de 2004, Sennels fue fichado por sus rivales de liga Brøndby. Su entrenador, Michael Laudrup, contrató a Sennels para ocupar el puesto de lateral izquierdo que anteriormente ocupaba Aurelijus Skarbalius. [5] Sennels hizo su debut con el Brøndby en los partidos de la Copa de la UEFA contra el Barcelona en 2004. [6] Inicialmente, tuvo problemas para desempeñarse bien en sus primeras apariciones con el Brøndby, en parte porque reemplazaba al favorito de los aficionados, Skarbalius. [7] Sin embargo, gradualmente encontró su ritmo y apareció en los 33 partidos del Brøndby en la temporada 2004-05., durante el cual el club consiguió tanto el título de liga como la Copa de Dinamarca. [4] [8] Más tarde, Laudrup trajo a Joseph Elanga para competir con Sennels por la posición de lateral izquierdo, lo que resultó en que Sennels jugara en 19 de los 33 partidos en la temporada siguiente. [4] [9] [10]
Cuando René Meulensteen asumió como técnico del Brøndby, Sennels enfrentó una competencia aún más dura por su puesto debido a la llegada del lateral izquierdo cedido Adam Eckersley procedente del Manchester United. [11] Con la partida de Meulensteen a mitad de la temporada 2006-07, el entrenador interino, Tom Køhlert, le informó a Sennels que no tenía futuro en el club. [12] [13] En consecuencia, regresó a Viborg en el verano de 2007, antes de irse cuando su contrato expiró en 2010. [14] [15]

## Carrera internacional
Sennels fue convocado para la selección nacional sub-21 de Dinamarca después de hacer su gran avance con el Viborg, e hizo su debut internacional con la selección sub-21 en un amistoso contra Alemania sub-21 el 14 de noviembre de 2000, comenzando con un empate 2-2. Ganaría diez partidos con la selección sub-21.
Sennels fue convocado a la selección absoluta de Dinamarca por primera vez el 11 de agosto de 2003 por el seleccionador nacional Morten Olsen. En ese momento, ya había hecho dos apariciones para el equipo de la Liga XI de Dinamarca. Hizo su debut internacional con Dinamarca en un amistoso contra Finlandia en Parken el 20 de agosto, reemplazando a René Henriksen después de 64 minutos de un empate 1-1. [20] [21] Continuaría haciendo una aparición más con la selección nacional. [17]

## Carrera

### Club
| Periodo   | Club                                  |
| --------- | ------------------------------------- |
| 1998–1999 | Skovbakken IK                         |
| 1999–2004 | Viborg FF                             |
| 2004–2007 | Brøndby IF                            |
| 2007–2010 | Viborg FF                             |
| 2010–2012 | Tjele Vest Sport                      |
| 2012      | Viborg FF                             |
| 2020-2022 | Tjele Vest Sport (jugador-entrenador) |

### Selección nacional
Representó a Dinamarca en 10 ocasiones en la categoría sub-21, y con la selección absoluta debutó el 20 de agosto de 2003 en un partido amistoso ante Finlandia en el minuto 64 entrando de cambio por René Henriksen, el partido terminó 1-1.

## Regreso y muerte
Sennels se retiró del fútbol profesional en 2012, y pasó a ser maestro de escuela. Sin embargo, todavía jugaba con el equipo reserva del Viborg FF en la Serie de Dinamarca en el verano de 2017, donde era jugador y asistente de entrenador.
En el verano de 2018, Sennels pasó a jugar nuevamente con el equipo de séptima división Tjele Vest Sport como jugador y asistente del entrenador. En enero de 2020 pasó a ser jugador-entrenador.
En el verano de 2023 Sennels fue diagnosticado con cáncer, enfermedad de la que terminó el 9 de julio de 2023 a los 44 años.

## Logros
- Danish Superliga: 2004–05[11]
- Danish Cup: 2004–05[11]